# Лори Блуен
Лори Блуен (Стонам ет Туксбери 7. април 1996) је канадска сноубордерка. Такмичи се у дисциплинама слоупстајл и биг ер. Освојила је златну медаљу на Светском првенству 2017. у дисциплини слоупстајл, а на Зимским олимпијским играма у Пјонгчангу у Јужној Кореји освојила је у истој дисциплини сребрну медаљу.